# Храйме

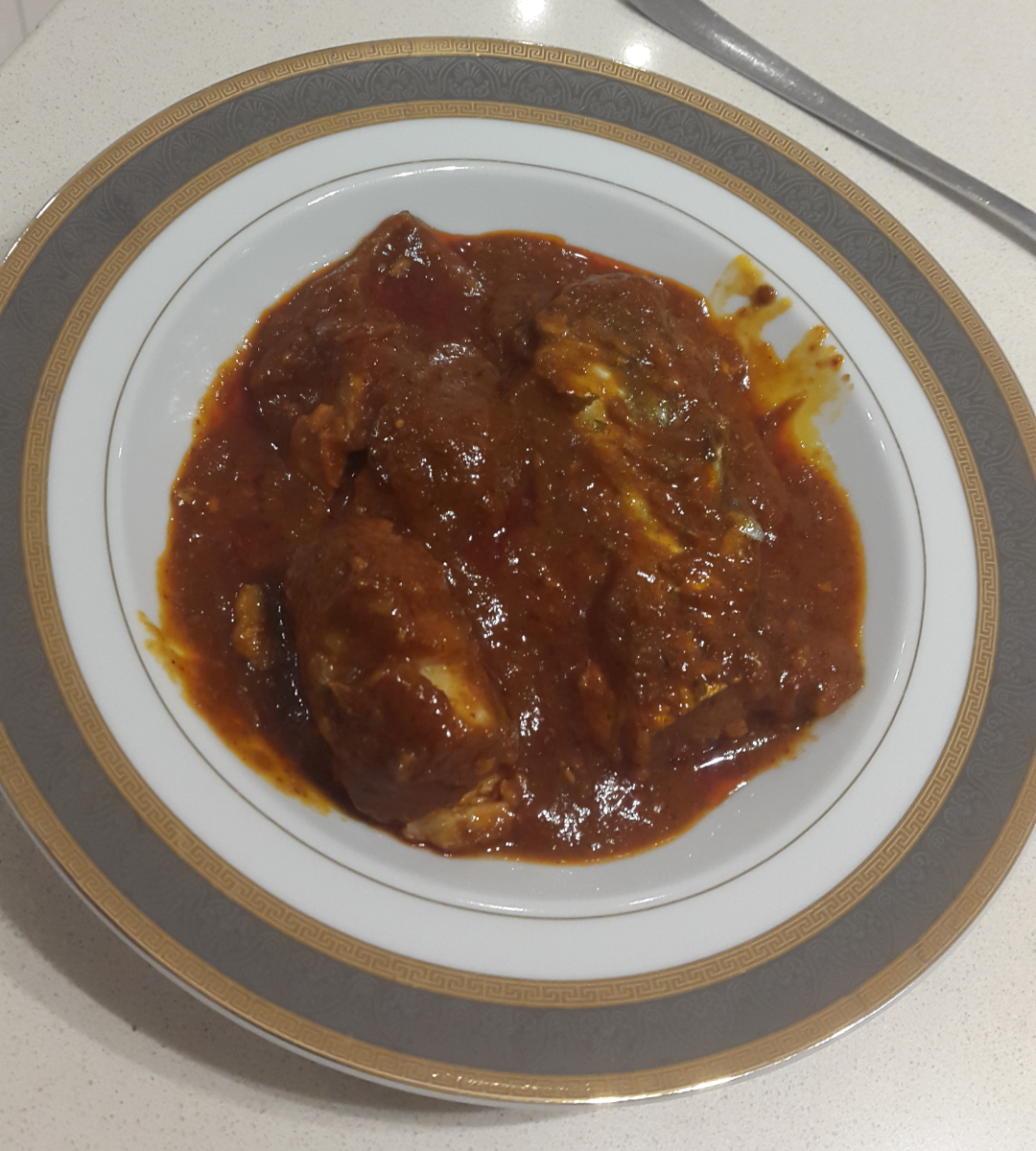
Храйме

Храйме (араб. حرايمي ‎, haraime, chraime; ивр. חריימה‎) — популярное в странах Магриба и Израиле пряное овощное рагу с рыбой. Соус к блюду напоминает более старый арабский соус под названием шармола (араб. شرمولة‎). Название блюда происходит от арабского слова «горячий».
Особенность этого блюда — густой пикантный соус, который едят со свежим хлебом. Хлеб принято макать в соус, чем нейтрализуется его острота.
Для гарнира лучше всего подходит кускус. Рецептов храйме много, единственного рецепта этого блюда не существует.
Рыба по-мароккански делается с большим количеством перцев — сладких и острых, и её соус содержит много масла (рыба просто утопает в масле) и помидор для украшения. В рецепте не имеет значения вид рыбы, кроме того, что она должна быть белой. Самая популярная рыба для праздничного храйме — это нильский окунь, но подойдёт филе из любой другой рыбы: басса, морского окуня или трески. Храйме в классическом триполитанском рецепте — это рыба в томатном густом соусе, где меньше масла и мало сладкого перца, а жгучего перца вообще нет. Рецепт подходит празднования Рош ха-Шана
Храйме стало популярно в Израиле после алии из Туниса и Ливии. Его традиционно едят в Шаббат, а также на Рош ха-Шана и Песах для седера.
Также существует мнение, что в кухне сефардских евреев это блюдо появилось благодаря марранам (насильно крещенным евреям Испании и Португалии), которые участвовали в экспедициях Колумба и привезли в Старый Свет помидоры. Храйме часто готовят перед субботой, так как блюдо можно есть и холодным, и горячим.